# 1806年12月10日日食
1806年12月10日日食为一次在协调世界时1806年12月10日出現的日環食。該次日食食分為0.9591，食甚維持4分32秒。

## 概述
這次日食的食分是0.9591，環食維持4分32秒。

## 基本參數
- 類型：日環食
- 食甚資料：
  - 日期：1806年12月10日
  - 時間：2時19分40秒
  - 地點：32S 143E
  - 食分：0.9591
  - 日環食持續時間：4分32秒

## 外部連結
- NASA日食專頁（页面存档备份，存于）（英文）